# Verbandsliga Württemberg
De Verbandsliga Württemberg is de hoogste klasse van de voetbalbond in het Duitse Württemberg. Tot de oprichting van de Oberliga Baden-Württemberg in het seizoen 1978/79 was de Verbandsliga – destijds 1. Amateurliga geheten –  de hoogste amateurklasse en terug te vinden op het 3e niveau in de Duitse voetbalpyramide. Met de invoering van de Oberliga Baden-Württemberg in 1978/79 en de Regionalliga Süd in 1994/95 werd de Verbandsliga Württemberg eerst de 4e klasse en daarna zelfs 5e klasse. SInds de invoering van de 3. Liga met ingang van het seizoen 2008/09 is het zelfs de 6e klasse in het Duitse voetbalsysteem geworden.
Van de Verbandsliga Württemberg is promotie mogelijk naar de Oberliga Baden-Württemberg en degradatie naar de Landesliga Württemberg (het 7e niveau), die uit 4 staffels bestaat. 
TSG Balingen II ·
TSV Berg ·
Sportfreunde Dorfmerkingen · 
SSV Ehingen-Süd ·
FC Esslingen ·
VfR Heilbronn ·
TSV Heimerdingen ·
TSG Hofherrnweiler ·
FC Holzhausen ·
Türkspor Neckarsulm ·
TSV Oberensingen ·
VfL Pfullingen ·
SSV Reutlingen 05 ·
Young Boys Reutlingen ·
SF Schwäbisch Hall ·
TSG Tübingen
Baden ·
Bayern ·
Berlin ·
Bremen ·
Brandenburg ·
Hamburg ·
Verbandsliga Hessen ·
Mecklenburg-Vorpommern ·
Niederrhein ·
Niedersachsen ·
Mittelrhein ·
Rheinlandliga ·
Saarlandliga ·
Sachsen ·
Sachsen-Anhalt ·
Schleswig-Holstein ·
Südwest ·
Südbaden ·
Thüringen ·
Westfalen ·
Württemberg